# يوشيكي تاكاهاشي
يوشيكي تاكاهاشي (باليابانية: 高橋 義希) (14 مايو 1985 في ناغانو في اليابان – )؛ هو لاعب كرة قدم ياباني سابق كان يلعب كلاعب وسط.

## وصلات خارجية
- يوشيكي تاكاهاشي على موقع رابطة كرة القدم اليابانية للمحترفين (اليابانية)
- يوشيكي تاكاهاشي على موقع قاعدة بيانات كرة القدم.إي يو (الإنجليزية)
- يوشيكي تاكاهاشي على موقع Soccerway.com (الإنجليزية)
- يوشيكي تاكاهاشي على موقع عالم كرة القدم.نت (الإنجليزية)